# Philip Brownstein
Philip Brownstein (Chicago, 17 maggio 1906 – Skokie, 11 febbraio 1999) è stato un allenatore di pallacanestro statunitense, professionista nella BAA e nella NBA.